# Mycosphaerella conglomerata
Mycosphaerella conglomerata är en svampart som först beskrevs av Carl (Karl) Friedrich Wilhelm Wallroth, och fick sitt nu gällande namn av Gustav Lindau 1897. Mycosphaerella conglomerata ingår i släktet Mycosphaerella och familjen Mycosphaerellaceae.  Arten är reproducerande i Sverige. Inga underarter finns listade i Catalogue of Life.